# Астрална подмуклост: Поглавље 3
Астрална подмуклост: Поглавље 3 (енгл. Insidious: Chapter 3) је амерички натприродни хорор филм из 2015, режисера и сценаристе Лија Ванела преднаставак филма Астрална подмуклост и Астрална подмуклост: Поглавље 2. Лин Шеј се вратила у главну улогу, медијума Елизе Рајнер, док поред ње главне улоге тумаче Стефани Скот и Дермот Малрони.
Осим Елизе, од ликова из претходних делова вратили су се њени помоћници, Спекс и Такер, и у овом делу је описано како су они започели своју сарадњу. Такође се вратио и Елизин пријатељ Карл из другог дела, кога поново тумачи Стив Култер, али и њен највећи непријатељ, Невеста у црном, која јој прети да ће је убити ако настави да јој смета.
И поред помешаних критика и нештог слабијег успеха у поређењу с претходна два филма, 3. део је, као и своји претходници, остварио одличну зараду и успео да удесетостручи свој буџет од 11 милиона долара. Захваљујући томе, након 3 године добио је наставак, под насловом Астрална подмуклост: Поглавље 4.

## Радња
Квин Бренер одлази код веома цењеног медијума и демонолога, Елизе Рајнер, с намером да успостави контакт са својом мајком која је недавно преминула. Елиза јој саопштава да се више не бави тиме, јер је схватила да је превише опасно, али када чује Квинину дирљиву причу, одлучује да покуша да успостави контакт са духом који прати Квин, а за који она верује да је дух њене мајке, Лили Бренер. Међутим, Елиза убрзо схвата да то није Лилин дух и да је Квин у великој опасности.
Иако уплашена због претњи које јој упућује Невеста у црном, Елиза скупља довољно храбрости да помогне Квин и уништи још једног демона. У борби с демонима мораће да се суочи и са болним тренуцима из своје прошлости, укључујући и самоубиство свог мужа Џека, које јој је нанело најдубљи ожиљак.

## Улоге
| Глумац           | Улога                          |
| ---------------- | ------------------------------ |
| Лин Шеј          | Елиза Рајнер                   |
| Стефани Скот     | Квин Бренер                    |
| Дермот Малрони   | Шон Бренер                     |
| Ангус Сампсон    | Такер                          |
| Ли Ванел         | Спекс                          |
| Хејли Кијоко     | Меги                           |
| Тејт Берни       | Алекс Бренер                   |
| Мајкл Рејд Мекеј | Човек који не може да дише     |
| Том Галоп        | др Хендерсон                   |
| Стив Култер      | Карл                           |
| Адријан Шпаркс   | Џек Рајнер                     |
| Филис Еплгејт    | Грејс                          |
| Ештон Мојо       | Хектор                         |
| Ели Китс         | Лили Бренер                    |
| Том Фицпатрик    | Невеста у црном / Паркер Крејн |
| Фил Ејбрамс      | Мел                            |
| Рубен Гарфијас   | Ернесто                        |
| Џејмс Ван        | судија у школи глуме           |
| Амарис Дејвидсон | медицинска сестра              |
| Гарет Рајан      | Џош Ламберт                    |
| Џозеф Бишара     | Демон црвеног лица             |